# Hans-Otto Schembs
Hans-Otto Schembs (* 1942 in Frankfurt am Main) ist ein deutscher Chronist und Stadthistoriker. Er verfasste und veröffentlichte zahlreiche Bücher und Schriften zur Geschichte von Frankfurt am Main.

## Leben
Schembs erlangte das Abitur an der Frankfurter Musterschule und studierte anschließend Germanistik und Geschichte an der Johann Wolfgang Goethe-Universität Frankfurt am Main. Als freier Autor befasste er sich intensiv mit der Geschichte der Juden in Frankfurt. Zu seinen Tätigkeiten gehörte auch die Organisation von Lesungen und Ausstellungen.
Schembs ist seit 1980 Mitglied und war Geschäftsführer der Freunde Frankfurts e. V., eines Vereins, der sich um die Stadtgeschichte und die Pflege der Frankfurter Mundart verdient machte. Zudem war er Vorstandsmitglied der Gesellschaft für Frankfurter Geschichte. Er ist Mitglied weiterer historischer und kulturhistorischer Institutionen seiner Heimatstadt.

## Werke (Auswahl)
Schembs hat neben über 1000 Beiträgen zur Geschichte und zum Stadtbild Frankfurts auch mehrere Bücher veröffentlicht. Dazu zählen:
- Weither suchen die Völker sie auf. Die Geschichte der Frankfurter Messe. Knecht, Frankfurt am Main 1985, ISBN 3-7820-0524-4
- Der Börneplatz in Frankfurt am Main. Ein Spiegelbild jüdischer Geschichte. Kramer, Frankfurt am Main 1987, ISBN 3-7829-0344-7
- Frankfurt, wie es Maler sahen. Weidlich, Flechsig, Würzburg 1989, ISBN 3-8035-1298-0
- Spaziergang durch die Frankfurter Geschichte. Kramer, Frankfurt am Main 2002, ISBN 3-7829-0530-X
- Das war das 20. Jahrhundert in Frankfurt am Main. Wartberg-Verlag, Gudensberg-Gleichen 2005, ISBN 3-8313-1458-6
- Jüdische Mäzene und Stifter in Frankfurt am Main. Kramer, Frankfurt am Main 2007, ISBN 9783782905664[4]

## Auszeichnungen
- Im November 2008 erhielt Otto Schembs den Friedrich-Stoltze-Preis der Freunde Frankfurts. Der Frankfurter Kulturdezernent Felix Semmelroth sagte in der Laudatio unter anderem: „Keiner kennt die Geschichte der Stadt so wie sie und keiner weiß so sehr um die Notwendigkeit der Geschichte....“[5]